# ФК Джамшедпур
ФК „Джамшедпур“ (на английски: Jamshedpur FC е професионален футболен клуб от град Джамшедпур, щата Джаркханд, Индия). Ще играе за първи път в Индийската суперлига.

## Известни играчи
- Матеуш Гонсалвеш